# MMI公司
Monolithic記憶體公司的原稱為Monolithic Memories, Inc.，一般簡稱MMI公司，專門研製雙極（bipolar）製程的PROM、可程式邏輯裝置（PLD）以及邏輯性IC（積體電路，一般也稱：晶片、芯片），也包括74系列TTL準位的邏輯晶片。

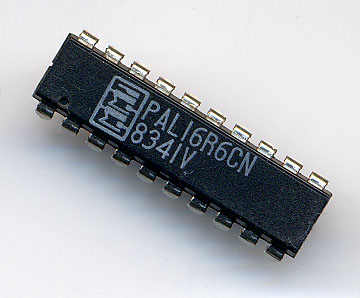
MMI PAL 16R6 in 20-pin DIP

過去MMI公司最令人印象深刻的是該公司發創了PAL（Programmable Array Logic，可程式陣列邏輯）的裝置（也稱：器件，其實就是指晶片），屬於PLD中的一類。約在1980年代後期MMI公司由AMD公司所收併，而AMD公司也在1990年代中後期將其PLD部門獨立成Vantis公司。到了1999年Lattice半導體公司將Vantis公司收併，也因此MMI公司最後歸屬至Lattice半導體公司，整個過程大致是：MMI公司-->AMD公司的PLD部門-->Vantis公司-->Lattice半導體公司在SPLD產品線中的一個系列。